# Genussa canescens
Genussa canescens là một loài bướm đêm trong họ Geometridae.